# بلقيس الملحم
بلقيس محمد عبد الله المُلحِم (9 أغسطس 1977) شاعرة وكاتبة قصصية سعودية. ولدت في الهفوف بالأحساء ونشأت بها. حصلت على بكالوريوس دراسات إسلامية من جامعة الملك فيصل بالدمام. تعمل معلمة فيها. عينت سفيرة للثقافة بالمجان في الخليج العربي عام 2012 من مؤسسة ناجي نعمان. لها عدة مجموعات قصصية وشعرية وروايات وفازت بعدة جوائز المحلية والإقليمية.

## سيرتها
ولدت بلقيس محمد عبد الله الملحم يوم 24 شعبان 1397/ 9 أغسطس 1977 في الهفوف بالأحساء. والده هو الشاعر والفقيه محمد بن عبد الله الملحم،  فشجعها منذ أن كانت في العاشرة من عمرها. حصلت على بكالوريوس دراسات إسلامية من جامعة الملك فيصل بالدمام. تعمل معلمة في الدمام وسيهات للمرحلة الثانوية. شاركت في عدة مهرجانات ولها مشاركات أدبية، منها مهرجان الجنادرية لعامين متتالين 1432-33 هـ/ 2011-12 م. عُيِّنَت سفيرةً فوق العادة للثَّقافة بالمجَّان من قِبَل مؤسَّسة ناجي نعمان للثَّقافة بالمجَّان بتاريخ 29 مارس 2013 

في أواخر سنة 2013، تتناقلت مدونات وصفحات فيس بوك وحتى وسائل إعلام معروفة أخبار زائفة تفيد بمقتلها على يد شقيقيها محمد وطارق.

## مهنتها الأدبية
تكتب الشعر الحر والقصة القصيرة والمقالة الأدبية وتنشر في العديد من الصحف المحلية والعربية والعديد من المواقع الإلكترونية. صرّحت عن مهنتها الأدبية بأنها «عشقت الشعر وتزوجت القصة وأنجبت الرواية وما الحب إلا للحبيب الأولِّ..!» قامت بكتابة مقالات بشكل أسبوعي في جريدة عكاظ قرابة الأربعة أشهر وفي جريدة شمس قرابة الثمانية أشهر، تناولت في كتابها الصحفية الموضوعات الاجتماعية العامة لكنها توقفت.

اشتهرت بمجموعتها القصصية أرملة زرياب: قصص قصيرة من العراق خصوصًا عند نقاد العراقيين منهم نجم عبد الله كاظم، فـ«استطاعت بلقيس الكتابة بقلم عراقيّ الإنتماء، وأتت جملها بسيطة لا معقّدة كسياسات عراق الحرب وأهله، وظهرت شخصيّاتها ذات نبرة موجوعة بتواصل، وتتلاءم مع إيقاع الحياة التي يحياها العراقيّون وإيقاع الموت الذي يموتونه.» 

## حياتها الشخصية
هي متزوجة ولها خمسة أبناء.

## جوائزها
- 2012: جائزة ناجي نعمان الدولية عن ديوان رضي الله عن وطني، جائزة الإبداع.[1]
- جائزة بي بي سي عن القصة القصيرة[1]
- مارس 2012: وسام المرأة القاصة من مؤسسة المثقف العربي في أستراليا[1][9]
- نوفمبر 2018: جائزة المُلتقى للقصة القصيرة العربية في الكويت عن هل تشتري ثيابي [10][11][12]

## مؤلفاتها
- أرملة زرياب: قصص قصيرة من العراق، 2008 (ردمك 9786140206496)
- حريق الممالك المشتهاة، رواية، 2012
- ما قاله الماء للقصب، مجموعة شعرية، 2012 [13]
- مناديل القديسة، مجموعة شعرية، 2015 (ردمك 9786140226487)
- بيجمان الذي رأى نصف وجهها، رواية، 2015 (ردمك 9786140117327)
- رغيف.. وتمر.. ونواح عراقي! : قصص قصيرة جداً، 2016
- قبل أن ينقرض الحب، ثلاثية شعرية مع يحيى السماوي وعلوان حسين، 2017 (ردمك 9786140226548)
- هل تشتري ثيابي؟: قصص قصيرة من العراق، 2018